# Fekete neonhal
A fekete neonhal (Hyphessobrycon herbertaxelrodi) a sugarasúszójú halak (Actinopterygii) osztályának pontylazacalakúak (Characiformes) rendjébe, ezen belül a pontylazacfélék (Characidae) családjába tartozó faj.

## Előfordulása
A fekete neonhal Brazíliában és Paraguayban levő Paraguay nevű folyórendszerben őshonos.

## Képek

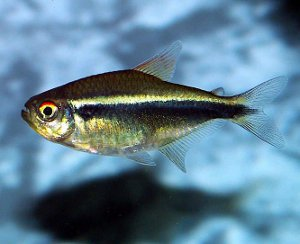
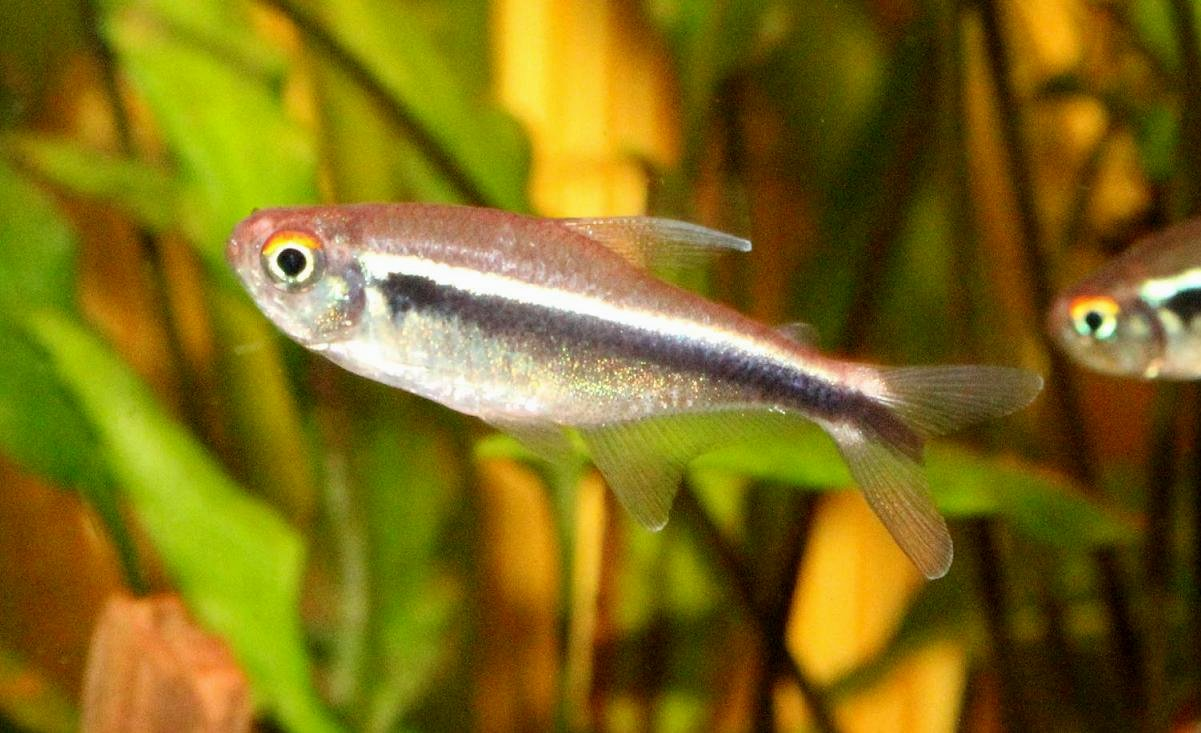
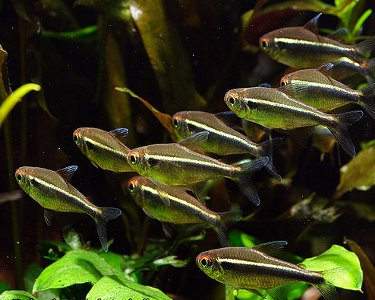

## Megjelenése
Testhossza legfeljebb 3,2 centiméter. Hátrésze zöldes, oldalán világos kékeszöld színjátszó vonal fut végig a szem felől a faroknyélig, ami alatt a színezete fekete, amely a has felé fokozatosan elhalványodik.

## Életmódja
Trópusi pontylazac, amely a 23-27 Celsius-fokos vízhőmérsékletet és az 5,5-7,5 pH értékű vizet kedveli. Mindenevő, a vízfelszín közelében keresgéli táplálékát, amely férgekből, kis rákokból és növényekből tevődik össze.

## Szaporodása
A lerakott ikrák száma 100, de több is lehet. Az ivadékok kelési ideje 24-30 óra, elúszásuk a 4. napra tehető.

## Felhasználása
Közkedvelt akváriumi hal, emiatt ipari mértékben tenyésztik és kereskednek vele. Az akváriuma legalább 60 centiméter hosszú kell hogy legyen; rajhalként fajtársaira van szüksége, emiatt 5 vagy több példány ajánlott. Az akváriumban főleg annak közepén vagy a felszínközelben úszik.